# Storia della Romania dopo il 1989

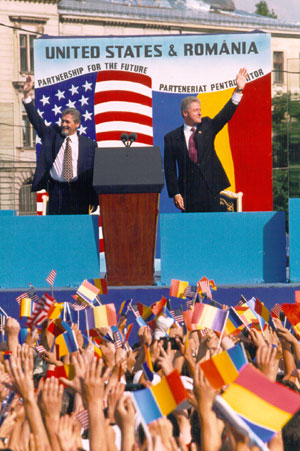
Il presidente della Romania Emil Constantinescu con il presidente degli Stati Uniti Bill Clinton in visita ufficiale in Romania nel 1997

In seguito alla rivoluzione che causò la caduta del regime imposto da Nicolae Ceaușescu, in Romania dopo il 1989 si verificò la transizione da un sistema economico-politico di tipo comunista ad un'economia di mercato e ad un sistema politico democratico. Il paese si dotò di una nuova costituzione (1991), fece fronte all'ammodernamento tecnologico-strutturale e si avvicinò diplomaticamente agli stati occidentali. Nonostante un periodo di confusione iniziale, il paese fece passi avanti anche nel campo delle riforme sociali e dei diritti umani. Negli anni 2000 fu superato il fenomeno delle mineriade, termine che faceva riferimento alle incursioni armate dei primi anni novanta da parte dei lavoratori del settore minerario ai danni della popolazione civile, spesso con l'assenso delle autorità politiche ed istituzionali.
Rispetto ad altri paesi dell'ex blocco sovietico del Patto di Varsavia, come la Polonia, la completa transizione della Romania all'economia di mercato avvenne in maniera lenta, frutto della volontà delle élite politiche che guidarono il paese nei primi anni novanta. Nella maggior parte dei casi il potere decisionale fu in mano ad elementi che erano stati funzionari del regime o avevano avuto un ruolo politico attivo sotto il periodo comunista, tra i quali il primo presidente della repubblica Ion Iliescu (che ricoprì l'incarico tra il 1989 e il 1996 e nuovamente dal 2000 al 2004) e il primo presidente del consiglio Petre Roman.
Le prime elezioni si tennero il 20 maggio 1990 e segnarono l'inizio della presidenza di Ion Iliescu, già leader del governo provvisorio, stratega e figura politica di maggior rilievo durante il periodo di transizione alla democrazia. Nel 1996 vi fu il primo avvicendamento alla presidenza della repubblica, con l'elezione del candidato del centro-destra liberale Emil Constantinescu. Dopo un nuovo periodo sotto il socialdemocratico Ion Iliescu, dal 2004 al 2014 il nuovo inquilino del palazzo Cotroceni, sede della presidenza della repubblica, fu Traian Băsescu, esponente del centro-destra. Lo stile politico di Băsescu, incline al protagonismo politico, tuttavia, fu contestato da diverse forze politiche di opposizione che, per la sua destituzione, organizzarono senza successo due referendum (2007 e 2012).
Il 29 marzo 2004 il paese ufficializzò l'ingresso nella NATO, insieme a Bulgaria, Estonia, Lettonia, Lituania, Slovacchia e Slovenia, mentre il 1º gennaio 2007 entrò nell'Unione europea insieme alla Bulgaria.
Nel complesso, le politiche economiche e strutturali di liberalizzazione dei mercati, a medio-lungo termine, portarono ad un miglioramento della condizione di vita degli abitanti (secondo le stime del Fondo Monetario Internazionale il PIL a parità del potere di acquisto nel 1990 era di 172,5 miliardi di dollari, con un reddito pro capite di 7.355,22 dollari, mentre nel 2010 il PIL era di 339,3 miliardi di dollari con un reddito pro capite di 16.719,25 dollari), nonostante il livello medio dei salari (tra i più bassi d'Europa e superiori solo alla Bulgaria nella UE a 28), una massiccia emigrazione di forza lavoro (secondo la stima dell'ex presidente Traian Băsescu nel 2006 8 milioni di rumeni vivevano all'estero) e ad un andamento demografico generalmente negativo.
La crisi economica internazionale esplose violentemente nel 2012, quando imponenti manifestazioni di piazza spinsero l'allora premier Emil Boc, figura sostenuta da Băsescu, a deporre il proprio mandato. Nel 2015, sotto la presidenza del liberale Klaus Iohannis (eletto nel 2014), in seguito alla tragedia della discoteca Colectiv di Bucarest, si verificarono nuove ampie proteste che costarono le dimissioni del primo ministro Victor Ponta, figura chiave del Partito Social Democratico in carica dal 2012 e coinvolto in numerosi scandali giudiziari. Sempre nel 2015, con Dacian Cioloș, successore di Ponta, la Romania visse l'esperienza del primo governo tecnico dell'epoca democratica.
I romeni scesero nuovamente in piazza nel 2017, per manifestare contro un'ordinanza di modifica del codice penale ideata dal governo socialdemocratico di Sorin Grindeanu. Si trattò della più grande manifestazione dai tempi della rivoluzione del 1989.

## Caduta del regime
A partire dalla metà degli anni ottanta il regime di Ceaușescu introdusse misure per il razionamento delle risorse energetiche e dei generi alimentari riducendo, di fatto, la speranza di vita degli abitanti del paese. Inseguendo il sogno dell'autarchia industriale, il paese contrasse debiti con le banche occidentali (nel 1981 il Fondo Monetario Internazionale accordò un prestito di 11,4 miliardi di dollari), facendo crescere a dismisura il debito estero. Per ripagare in parte tali costi e continuare a finanziare l'industria, il regime introdusse delle politiche di austerità che alimentarono il disagio sociale ed economico.
A marzo del 1989, il debito estero fu completamente saldato con un versamento pari a 120 milioni di dollari dell'epoca. Il conseguimento dell'obiettivo strategico dell'estinzione del debito estero fu il tema centrale di uno degli ultimi discorsi pubblici del dittatore Ceaușescu, poco tempo prima dell'esecuzione. La Romania fu il primo paese dell'est europeo e uno dei primi al mondo a pervenire a tale risultato. Nel decennio precedente, il valore delle importazioni era calato da 4 a 1.3 miliardi di dollari, a fronte di piani di stampo stalinista fondati sull'industria pesante e su una gestione centralizzata dell'economia e della proprietà terriera, che avevano azzerato la libertà d'impresa e provocato la fuga degli investitori stranieri dal Paese.
Nel dicembre 1989, le proteste di Timișoara, esplose inizialmente in reazione alla rimozione del pastore protestante László Tőkés, si diffusero in tutto il paese, in special modo nella capitale Bucarest, tramutandosi in una rivoluzione contro la dittatura che portò all'arresto e, al termine di un processo sommario, alla drammatica esecuzione di Nicolae ed Elena Ceaușescu il 25 dicembre.

## Transizione alla democrazia (1989-1990)

### Il governo provvisorio

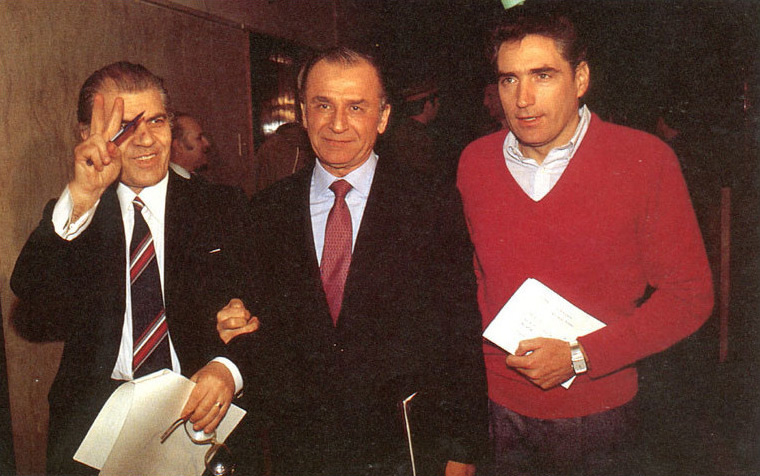
Dumitru Mazilu, Ion Iliescu e Petre Roman

La caduta del regime venne dichiarata dall'occupata sede della TV di stato già il 22 dicembre per voce dell'attore Ion Caramitru e del poeta Mircea Dinescu. In un successivo comunicato televisivo l'ex direttore dell'Editura Tehnică Ion Iliescu, membro di lungo corso del Partito Comunista Rumeno (era entrato nel PCR nel 1953), comunicò la formazione di un ente di governo provvisorio, il Consiglio del Fronte di Salvezza Nazionale (CFSN), organo inizialmente composto da 40 membri, affiancato da commissioni settoriali e diretto da un comitato esecutivo (con presidente lo stesso Iliescu e vicepresidente il dissidente comunista Dumitru Mazilu). Tra i membri del CFSN figuravano politici dissidenti del vecchio regime (tra i quali lo stesso Iliescu, Silviu Brucan e Alexandru Bârlădeanu), intellettuali (tra i quali Doina Cornea) e militari (tra i quali l'ex capo di stato maggiore Ștefan Gușă e l'ex ministro della difesa Victor Stănculescu).
Non appena acquisite le funzioni di governo provvisorio, il CFSN abolì il partito unico, consentendo la formazione di nuovi gruppi politici. In molti casi si trattò di rifondazioni di partiti storici soppressi negli anni quaranta con l'avvento della dittatura (come il Partito Nazionale Contadino Cristiano Democratico, PNȚCD, di Corneliu Coposu e il Partito Nazionale Liberale, PNL, di Radu Câmpeanu), di partiti eredi della tradizione comunista (il Fronte di Salvezza Nazionale, FSN, di Iliescu, fondato nel febbraio 1990) e in altri casi di formazioni etnoregionaliste (l'Unione Democratica Magiara di Romania, UDMR) o liberali.
Il riconoscimento del CFSN come organo di potere già nel pomeriggio del 22 dicembre, diede al comitato esecutivo e, quindi, in mancanza di una vera opposizione politica strutturata, ad Iliescu, la possibilità di gestire l'organizzazione e l'orientamento del neocostituito ente. I vertici del CFSN ottennero il potere di nomina del primo ministro e del consiglio dei ministri, nonché il controllo dell'esercito (comprensivo di tutta la struttura di difesa del paese, inclusa la temibile Securitate), principale e più autorevole forza del paese in quel momento storico. A tal riguardo, la decisione presa dal ministro della difesa Victor Atanasie Stănculescu di ritirare l'appoggio a Ceaușescu e di non opporre resistenza ai manifestanti, risultò decisiva per la caduta del regime. Il 26 dicembre venne nominato primo ministro Petre Roman, ingegnere, professore dell'Università Politecnica di Bucarest e figlio dell'attivista comunista Valter Roman, veterano della Guerra civile spagnola.
Nei primi giorni del nuovo governo, tuttavia, emerse nel gruppo la volontà di trasformare il CFSN in partito politico (il Fronte di Salvezza Nazionale). Iliescu intendeva riprendere l'idea sul "grande partito" proposta da Silviu Brucan, in modo da poter concorrere alle future elezioni. Non si trattò, tuttavia, di una decisione libera da critiche e polemiche. Contrari alla trasformazione in partito, lasciarono il gruppo Doina Cornea, Dumitru Mazilu, Mircea Dinescu e Ion Caramitru. In rottura con Iliescu, il 4 febbraio 1990 anche Silviu Brucan abbandonò il CFSN, lanciando la "profezia" «per abituarsi alla democrazia, i rumeni avranno bisogno di 20 anni» (rumeno: «Pentru a deprinde democraţia, românii vor avea nevoie de 20 de ani»). Il 1º febbraio 1990 ebbe luogo l'incontro tra i rappresentanti del CFSN e quelli degli altri partiti politici. Il 9 febbraio venne emesso il decreto legge per la trasformazione del CFSN nel Consiglio Provvisorio di Unione Nazionale (CPUN), piattaforma multipartitica di 269 membri che ricalcava l'organizzazione del CFSN, ma che includeva anche i rappresentanti degli altri partiti, il cui obiettivo principale era traghettare il paese fino a nuove libere elezioni (indette per il maggio 1990), varando altresì la relativa legge elettorale. Iliescu mantenne la presidenza, mentre la vicepresidenza venne assegnata a Ion Caramitru (passato al PNȚCD), Cazimir Ionescu (FSN), Károly Király (UDMR), Radu Câmpeanu (PNL) e Ioan Mânzatu (Partito Repubblicano). In tal modo Iliescu liberò il FSN dal ruolo esclusivamente istituzionale e provvisorio e creò la base per il partito che avrebbe condotto il paese per gli anni successivi. La scelta partitica del FSN, tuttavia, creò problemi, oltre che di ordine politico, anche sul piano dell'ordine pubblico, con l'apparizione del fenomeno delle mineriade, termine generico che faceva riferimento alle violenze perpetrate dai minatori della valle del Jiu ai danni della popolazione civile, spesso su sprone delle autorità statali.

### Mineriade del 1990

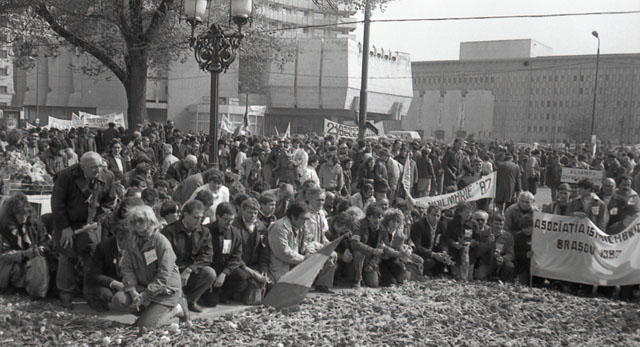
Una manifestazione anti-comunista in Piazza dell'Università a Bucarest, 1990.

Subito dopo la decisione di trasformare il CFSN in partito politico, il 28 gennaio 1990 i principali partiti di opposizione (PNȚCD e PNL) organizzarono delle proteste di fronte alla sede del governo provvisorio a Piața Victoriei a Bucarest. Preoccupato dall'escalation, Ion Iliescu fece appello alla classe lavoratrice perché intervenisse in difesa della patria contro possibili destabilizzazioni. L'invito venne accolto dai minatori della valle del Jiu, guidati dal leader sindacalista Miron Cozma. I minatori si resero protagonisti di violenze e parteciparono alla repressione della manifestazione al fianco delle forze dell'ordine. Si trattò della prima mineriada. Un episodio simile si ripeté a meno di un mese di distanza e nuovamente nel mese di giugno 1990, nel pieno delle manifestazioni anti-Iliescu organizzate dagli studenti (golaniada), che protestavano contro la continuità della classe politica del nuovo ordinamento rispetto a quella della Romania comunista. L'intervento di 10.000 minatori del 13 giugno fu reclamato dal presidente Iliescu per ristabilire "il regime democratico sotto assedio" a Bucarest. Vi furono ufficialmente 6 morti e migliaia di feriti, mentre l'opinione pubblica internazionale condannò fermamente l'accaduto, mettendo a rischio l'avvicinamento diplomatico della Romania alle potenze occidentali.
In un clima generale di disordine, nello stesso periodo, tra il 19 il 21 marzo 1990, avvenne il cosiddetto Conflitto interetnico di Târgu Mureș, scontri tra le comunità ungherese e romena avvenuti a Târgu Mureș, città della Transilvania caratterizzata dalla presenza di una folta comunità ungherese. Per riprendere il controllo della situazione il governo si ritrovò costretto a fare intervenire l'esercito, che bloccò l'accesso alla città e disperse i manifestanti. Il numero delle vittime degli scontri di Târgu Mureș fu di 5 morti e 278 feriti.

## La prima presidenza di Ion Iliescu (1990-1996)

### La terapia shock e la nuova costituzione
Il 20 maggio 1990 Ion Iliescu vinse facilmente le prime libere elezioni presidenziali contro i concorrenti Radu Câmpeanu (PNL) e Ion Rațiu (PNȚCD), ottenendo l'85% delle preferenze. Alle elezioni parlamentari per la prima legislatura, la costitutente, il FSN ottenne la maggioranza assoluta sia alla camera dei deputati che al senato, mentre Petre Roman venne riconfermato alla guida dell'esecutivo. A partire dal settembre 1990, il governo diede il via ad una terapia shock per la transizione del paese ad un'economia di mercato attraverso la liberizzazione graduale dei prezzi e il taglio dei sussidi per i beni alimentari, misure che produssero l'innalzamento al 200% del tasso di inflazione (l'inflazione si mantenne su livelli superiori al 30% nel corso di tutti gli anni novanta e nel 1993 toccò la cifra record del 256% in più rispetto all'anno precedente). D'altro canto, la legge sulla privatizzazione ridusse l'intervento statale in campo economico e causò l'aumento della disoccupazione (che passò da uno 0% virtuale al momento dello scoppio della rivoluzione romena del 1989 all'11% della classe operaia urbana nel 1991). Il malcontento delle classi popolari per la situazione economica, tuttavia, sfociò nella mineriada del settembre 1991, nuova incursione dei minatori finalizzata a mettere pressione al governo e che, per via di serie minacce all'ordine pubblico, costrinse Roman a rassegnare le dimissioni. Al suo posto fu nominato l'economista Theodor Stolojan.
Il 21 novembre 1991 fu pubblicata sulla gazzetta ufficiale (rumeno: Monitorul oficial) la nuova costituzione democratica, sulla quale per mesi avevano lavorato numerosi esperti di diritto costituzionale e membri delle commissioni parlamentari. Questa fu sottoposta a referendum popolare l'8 dicembre 1991 ed entrò in vigore lo stesso giorno (il 79% dei votanti si espresse a favore).
A livello politico, all'inizio del 1992 si produsse la spaccatura del FSN, che si separò in due partiti:
- La corrente di sinistra, di matrice socialista, facente capo a Iliescu, cioè il Fronte Democratico di Salvezza Nazionale (ridenominato nel 1993 Partito della Democrazia Sociale di Romania, PDSR, divenuto nel 2001 Partito Social Democratico, PSD).
- La corrente di destra, riformista, facente capo a Roman, cioè il Partito Democratico, PD (divenuto nel 2003 Partito Democratico Liberale, PD-L).

### Apertura internazionale della Romania
Nel 1992 si tennero le prime elezioni con la nuova costituzione. Alle presidenziali Iliescu ottenne la riconferma per i successivi 4 anni, sconfiggendo al ballottaggio Emil Constantinescu, candidato della coalizione di centro-destra Convenzione Democratica Romena (CDR), nuovo soggetto politico voluto fortemente da Corneliu Coposu. Alle parlamentari si registrò il successo del Fronte Democratico di Salvezza Nazionale che, contando anche sul singolare sostegno dei piccoli partiti nazionalisti Partito dell'Unità Nazionale Romena e Partito Grande Romania e del minuscolo partito post-comunista Partito Socialista del Lavoro, indicò come nuovo primo ministro l'economista Nicolae Văcăroiu, ex funzionario comunista, sostenitore di una linea di blanda privatizzazione e di apertura moderata all'economia capitalista.
Sotto il governo Văcăroiu la Romania preparò la strada per l'adesione a diverse organizzazioni internazionali. Nel 1993 fu formalizzata la richiesta di ingresso nella NATO e il paese ottenne lo status di membro associato all'Unione europea. Il 21 giugno 1995 tutte le forze politiche firmarono la Dichiarazione di Snagov, documento programmatico a supporto di una strategia di adesione all'Unione Europea, cui la richiesta di affiliazione fu presentata nello stesso anno.

## La presidenza di Emil Constantinescu (1996-2000)

### La Convenzione Democratica Romena al potere
Le elezioni presidenziali del 1996 si celebrarono il 2 novembre. In quest'occasione Emil Constantinescu (CDR) superò Iliescu, diventando il secondo presidente della repubblica della Romania postrivoluzionaria. La Convenzione Democratica Romena, vincitrice anche delle elezioni parlamentari, tuttavia, fu costretta a formare un'ampia alleanza con il PD di Petre Roman e con i regionalisti ungheresi dell'UDMR per poter formare un governo. Il risultato fu la nascita del gabinetto di Victor Ciorbea, ex sindaco di Bucarest.
Nonostante il prosieguo dei negoziati per l'ingresso nell'UE e la realizzazione di diverse riforme di stampo liberale in campo economico, l'incisività del governo fu spesso messa in difficoltà da questioni interne alla coalizione. Nel 1998 le minacce da parte del PD di lasciare l'esecutivo, spinsero Ciorbea alle dimissioni. Seguì la nomina di Radu Vasile che, nel gennaio 1999, si ritrovò costretto a fronteggiare la quinta mineriada. Stremati dalle difficoltà economiche del settore, i minatori tentarono una sollevazione contro il governo allo scopo di ottenere migliori condizioni salariali. In seguito a scontri con la polizia tra i distretti di Gorj e Vâlcea, l'avanzata dei minatori verso Bucarest fu fermata dall'intervento diretto del primo ministro, che si recò personalmente a negoziare un accordo (chiuso il 23 gennaio 1999) con il loro leader Miron Cozma.
Uno sviluppo lento, legato ad un andamento economico a rischio di recessione (secondo le stime dell'Istituto Nazionale di Statistica il prodotto interno lordo del paese decrebbe del 6% nel 1997, del 4,8% nel 1998 e del 1,1% nel 1999), alla fine, fu la causa dell'addio di Vasile nel dicembre 1999. Per la parte finale di mandato, Constantinescu nominò nuovo premier l'ex direttore della Banca Nazionale Rumena Mugur Isărescu, figura politicamente indipendente.

## La seconda presidenza di Ion Iliescu (2000-2004)

### Il governo Năstase
Vista anche la sparizione della CDR al termine della legislatura, le elezioni presidenziali e quelle parlamentari del 2000 segnarono il netto trionfo del PDSR (dal 2001 PSD). Iliescu riottenne la presidenza della repubblica, mentre il nuovo presidente del partito Adrian Năstase fu nominato primo ministro.
La nuova legislatura fu segnata da diversi scandali di corruzione, ma il miglioramento degli indicatori economici e la messa in atto di riforme nel campo economico e della giustizia, resero possibile la chiusura dei preaccordi per l'ufficializzazione dell'ingresso del paese nell'Unione Europea, che fu stabilito per il 1º gennaio 2007.
Nel 2003 fu sottoposta a referendum costituzionale una modifica diretta a riconoscere maggiori diritti alle minoranze etniche, di migliorare il funzionamento delle due camere (specificandone meglio le attribuzioni), di restringere il ricorso all'immunità parlamentare ad indagini relative alle sole attività politiche, di cancellare l'obbligo di leva e di estendere il mandato del presidente della repubblica a 5 anni (invece di 4). Il referendum ottenne il 91% di voti favorevoli.
In politica estera, in seguito agli attentati dell'11 settembre 2001, la Romania, concedendo il permesso di volo nel proprio spazio aereo, appoggiò l'intervento degli Stati Uniti nella guerra in Afghanistan accelerando, di fatto, il processo di adesione alla NATO, che fu ufficializzato il 29 marzo 2004.

## La presidenza di Traian Băsescu (2004-2014)

### Il governo Tăriceanu

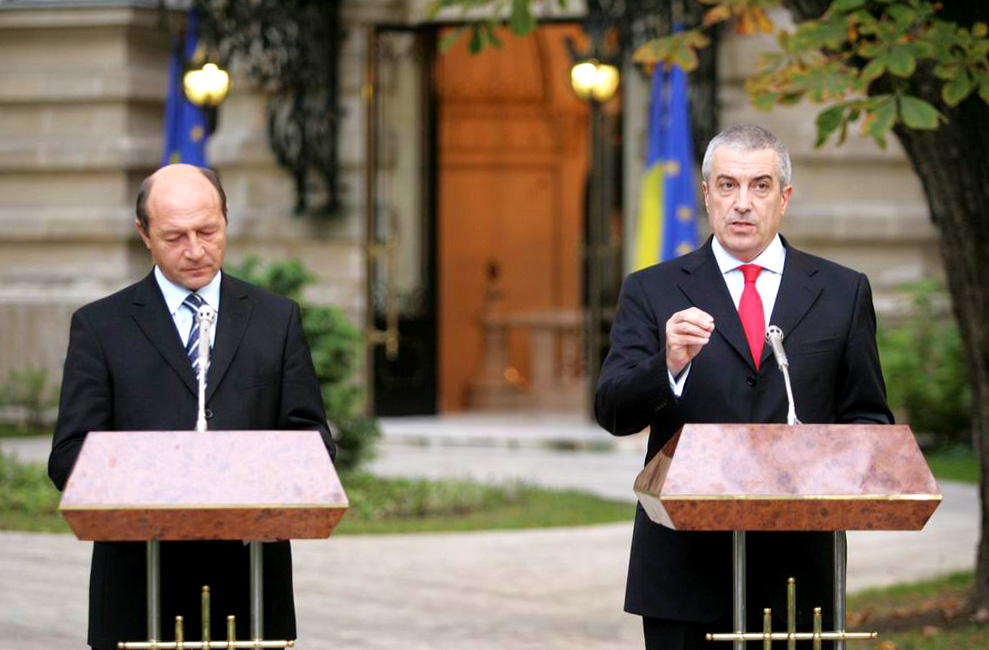
Traian Băsescu e Călin Popescu Tăriceanu nel 2005

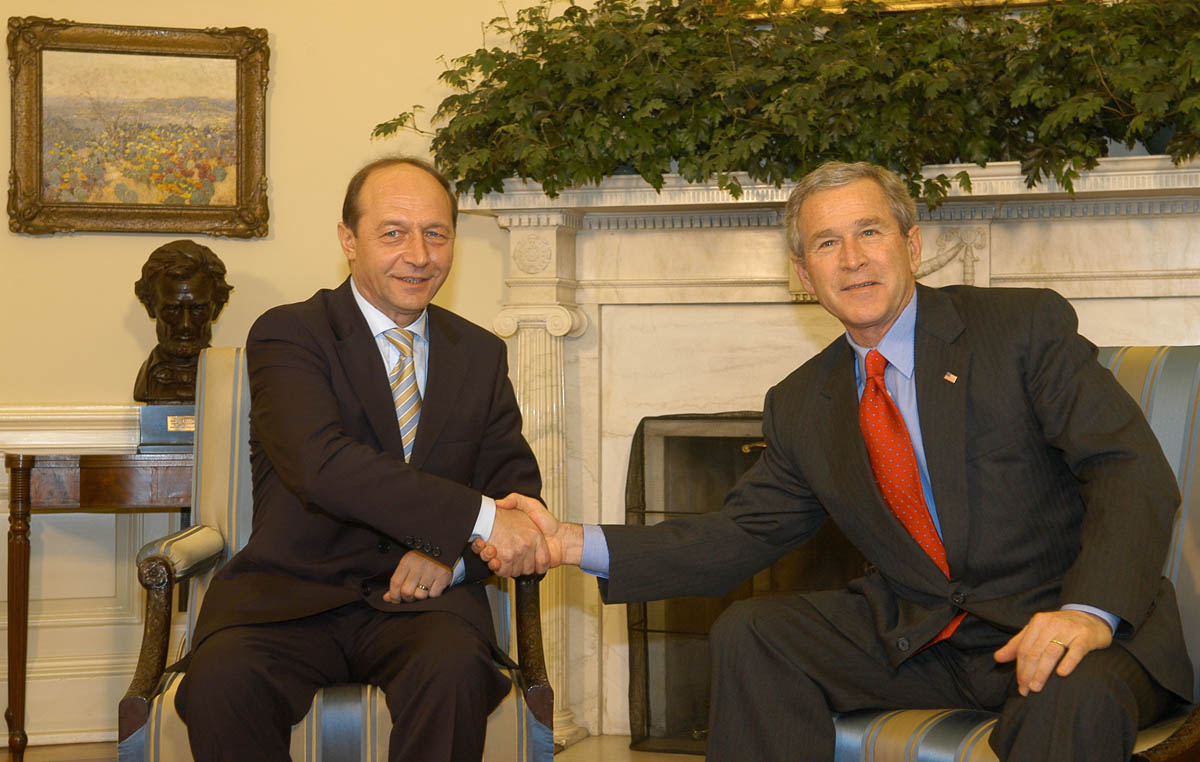
Traian Băsescu incontra il presidente degli Stati Uniti George W. Bush nel 2005

Alle elezioni presidenziali del 2004 il candidato congiunto del centro-destra riunito nell'Alleanza Giustizia e Verità (composta da PD e PNL) Traian Băsescu ottenne un risicato vantaggio su Adrian Năstase, premier uscente e candidato alla presidenza per il centro-sinistra (PSD). Al ballottaggio Băsescu conseguì il 51,2% dei voti contro il 48,8% dell'avversario.
Parimenti la coalizione, che alle elezioni parlamentari non aveva conquistato la maggioranza dei seggi, si trovò a dover formare un governo con i regionalisti dell'UDMR e con i conservatori del Partito Umanista Rumeno (che alle elezioni si erano presentati in alleanza con il PSD, salvo poi lasciare la coalizione). Il nuovo primo ministro liberale Călin Popescu Tăriceanu (PNL), tuttavia, non riuscì ad evitare la rottura della maggioranza. Nel 2006 il PUR lasciò il governo dopo che Băsescu aveva definito «immorale» la sua partecipazione all'esecutivo e aveva caldeggiato per elezioni anticipate. Crescenti tensioni tra il primo ministro e il presidente portarono, nell'aprile del 2007, al ritiro del PD dal consiglio dei ministri. Tăriceanu, quindi, formò un instabile governo minoritario con l'UDMR, contando sul discontinuo appoggio esterno del PSD.

### Impeachment del presidente del 2007
Le accuse reciproche tra Tăriceanu e Băsescu di perseguire interessi personali, ebbero il proprio apice nell'avvio di una procedura di impeachment mirata a sospendere il presidente dalle sue funzioni. PNL, PSD e PC (ridenominazione del PUR) nell'aprile 2007 votarono a favore della celebrazione di un referendum per procedere alla rimozione di Băsescu dal suo ufficio, sul presupposto secondo cui questi avrebbe commesso reati contro la costituzione. In attesa del referendum, Băsescu fu temporaneamente sospeso e sostituito ad interim da Nicolae Văcăroiu, presidente del senato, che mantenne l'incarico per circa un mese. Il 19 maggio 2007 la popolazione si espresse a favore del presidente, che rientrò nelle proprie funzioni.
Nonostante una legislatura bloccata da contrasti politici ed istituzionali, l'economia romena fu sostenuta dagli effetti positivi provenienti dall'adesione all'UE e dalla crescita dei consumi, nonché dagli investimenti di capitale straniero, favoriti da un costo ridotto della forza lavoro.

### Crisi economica ed istituzionale

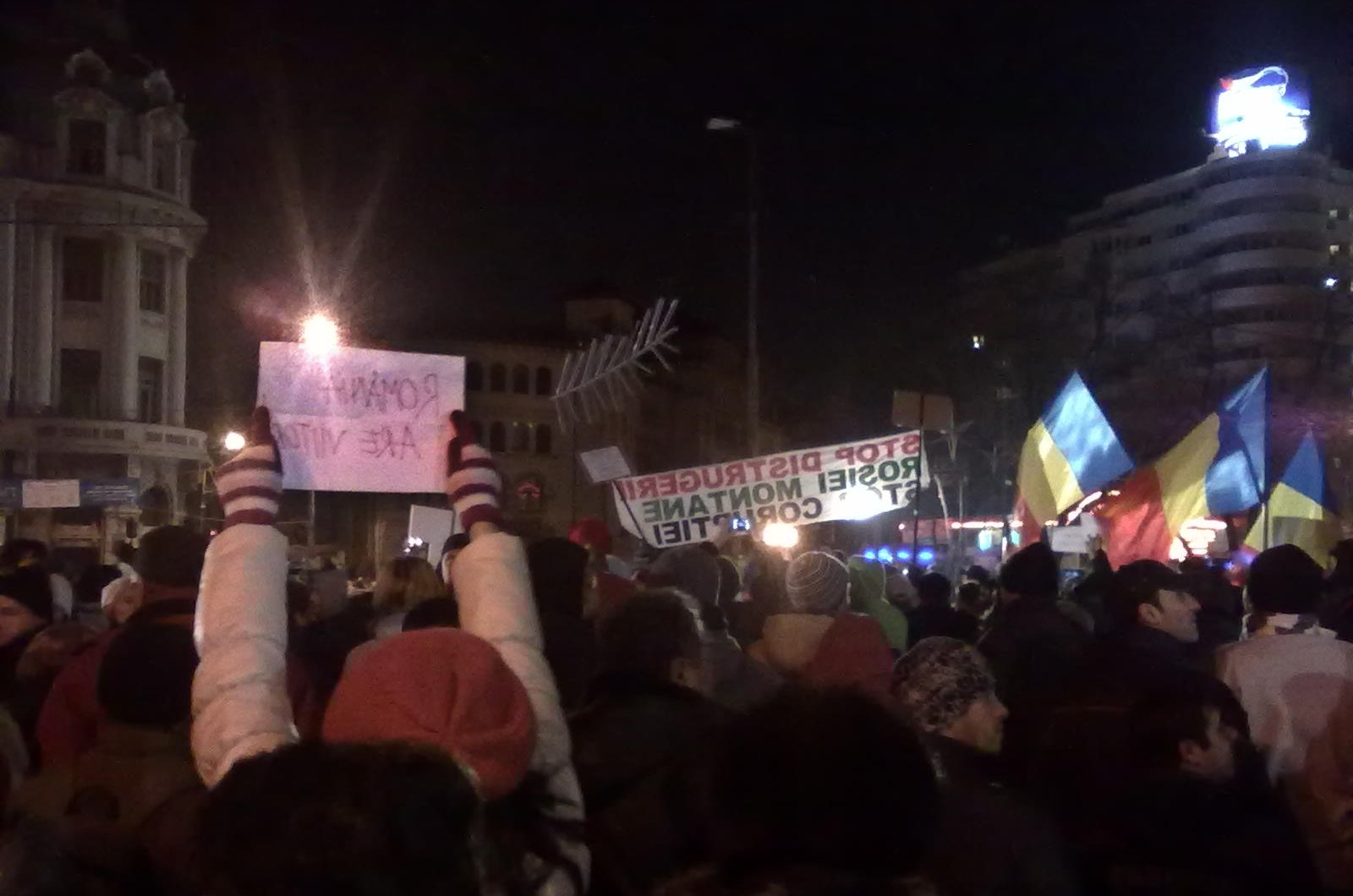
Manifestanti in Piazza dell'Università a Bucarest nel 2012

I risultati delle elezioni parlamentari in Romania del 2008 videro un sostanziale pareggio tra le due forze più votate, il Partito Democratico Liberale (PD-L), successore del PD, e il Partito Social Democratico (PSD). Vista l'impossibilità di formare individualmente una maggioranza, il PD-L, che aveva ottenuto un risicato vantaggio, si vide costretto ad intavolare trattative per la formazione di un'ampia coalizione di governo con il PSD. Diffidenze tra i due gruppi, instabilità politica e scandali portarono in meno di un anno alla rottura del governo Boc I. Con l'approssimarsi delle elezioni presidenziali, previste per novembre 2009, crebbe il tono degli scontri. A fine settembre 2009 il ministro degli interni Dan Nica dichiarò di essere preoccupato dall'organizzazione di possibili frodi elettorali da parte del PD-L volte a favorire la rielezione di Băsescu. La durezza delle dichiarazioni spinse Emil Boc a richiedere al PSD il ritiro di Nica e la nomina di un nuovo ministro. Per reazione il PSD lasciò l'esecutivo e propose una mozione di sfiducia (insieme a PNL e UDMR) contro il governo, votata favorevolmente il 13 ottobre 2009. Le opposizioni intendevano formare un governo con a capo l'allora membro del Forum Democratico dei Tedeschi in Romania Klaus Iohannis. La richiesta rimase inascoltata da Băsescu che, alla fine, dopo aver vinto le elezioni presidenziali del 2009 contro il candidato del PSD Mircea Geoană (i risultati del ballottaggio furono 50,34% contro 49,66%, margine talmente sottile che fu alla base di un ricorso vanamente presentato dal PSD alla Corte costituzionale), propose nuovamente per un ulteriore mandato Emil Boc, che riuscì a formare una nuova maggioranza con l'UDMR e la neonata Unione Nazionale per il Progresso della Romania (UNPR).
Negli anni 2010, alla crisi di credibilità politico-istituzionale, si aggiunsero gli effetti della grande recessione economica che colpì tutta l'Europa. Sempre più frequenti casi di bancarotta, l'innalzamento vertiginoso del tasso di disoccupazione, politiche di austerity, l'aumento delle tasse e tagli al welfare ebbero il proprio risultato in massicce proteste di piazza che nel 2012 spinsero Emil Boc alle dimissioni. Il successivo premier Mihai Răzvan Ungureanu, figura indipendente voluta da Băsescu, incapace di dare risposte alla crisi, rimase in carica per poco più di due mesi.
Nello stesso periodo le opposizioni si organizzarono intorno ad un nuovo soggetto politico, l'Unione Social-Liberale (USL), coalizione trasversale ostile al presidente della repubblica e che riuniva il Partito Social Democratico (PSD) di Victor Ponta (centro-sinistra), il Partito Nazionale Liberale (PNL) di Crin Antonescu (centro-destra) e il minoritario Partito Conservatore (PC) di Daniel Constantin (centro-destra). Pressato dal nuovo scenario politico che vedeva la crescita dell'USL (confermata poi dalla netta vittoria alle elezioni amministrative di giugno), nel maggio 2012 il presidente fu costretto a designare Victor Ponta come nuovo primo ministro.

### Impeachment del presidente del 2012
L'USL fece fronte comune contro Traian Băsescu che, dal canto suo, ebbe parte attiva nel sostenere attacchi contro i leader della USL e ad appoggiare le accuse di plagio della tesi dottorale lanciate all'indirizzo di Victor Ponta. Il premier entrò ulteriormente in polemica con Băsescu in relazione alla partecipazione al Consiglio europeo del 28 e 29 giugno 2012. Mentre uno sosteneva che rappresentare la Romania a tale evento fosse una competenza del primo ministro, l'altro la riteneva prerogativa presidenziale. Al culmine della disputa, l'USL organizzò un nuovo referendum per la destituzione del presidente, accusato di aver ripetutamente violato la costituzione ed essersi arrogato diritti appartenenti al governo. Il 6 luglio 2012 il parlamento si espresse in favore della sospensione di Băsescu, che fu temporaneamente sostituito da Crin Antonescu, allora presidente del senato. Il 29 luglio si celebrò il referendum, cui l'88% dei votanti si pronunciò contro Băsescu ma, poiché non fu raggiunto il quorum, questo fu ritenuto nullo dalla Corte costituzionale della Romania. Nonostante il calo di popolarità, il presidente tornò in carica.

### Victor Ponta al potere

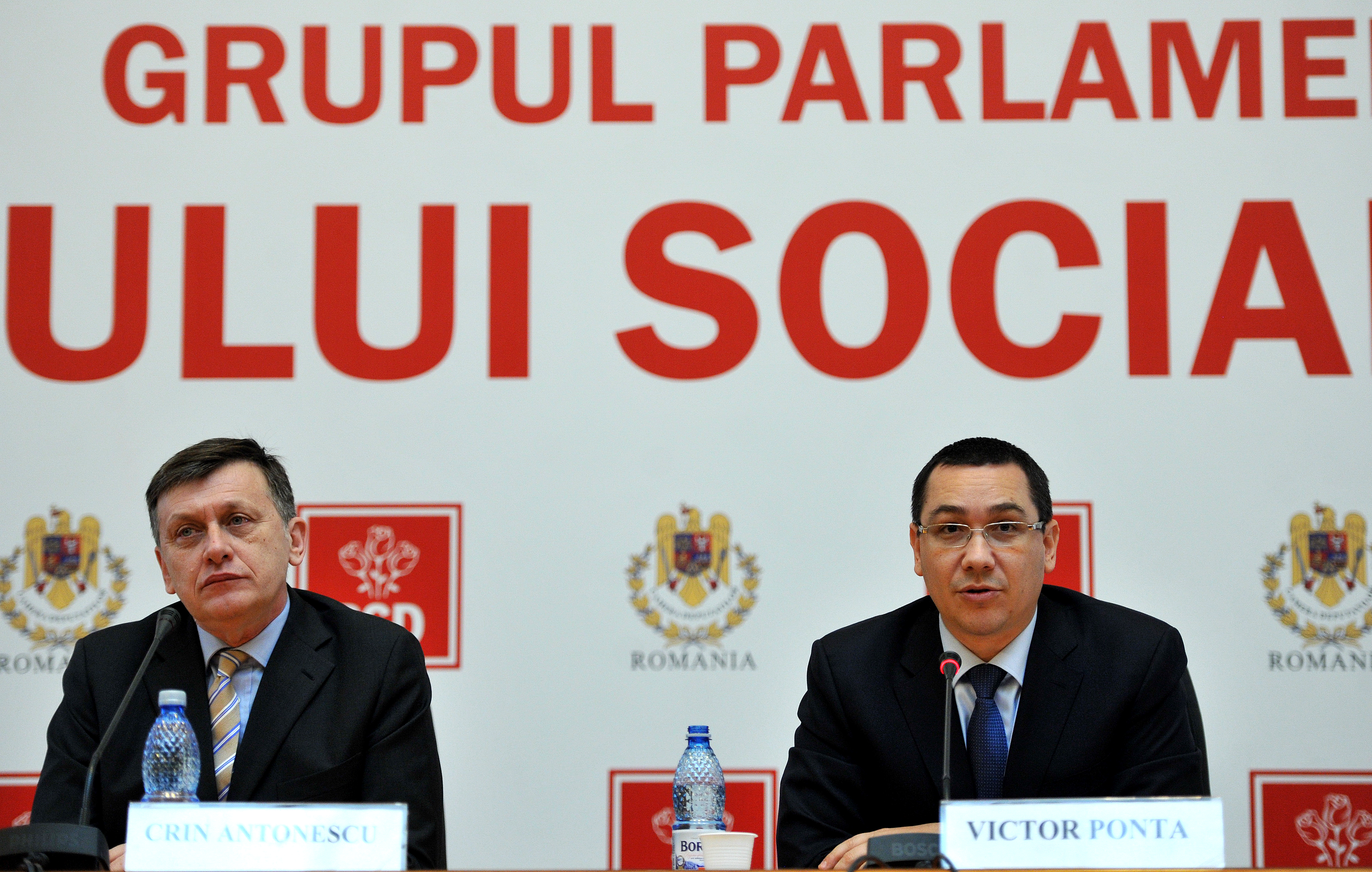
Crin Antonescu e Victor Ponta nel 2013

In seguito alla larga vittoria dell'USL alle elezioni parlamentari in Romania del 2012, Ponta fu nominato premier per un'altra legislatura. Con il tempo, però, esplosero conflitti all'interno della stessa USL. Nell'aprile 2013, ad esempio, in funzione di ministro della giustizia ad interim, Ponta nominò a capo della Direzione nazionale anticorruzione (DNA) Laura Codruța Kövesi, malgrado le obiezioni del PNL, che la considerava un alleato di Băsescu.
Nella parte iniziale del 2014, divergenze ideologiche e scelte politiche legate alle nomine di nuovi ministri in area PNL fecero crescere la tensione tra i due gruppi. L'11 febbraio i rappresentanti del PNL si incontrarono con il primo ministro proponendo una modifica alla squadra di governo, che prevedeva la nomina di Klaus Iohannis con il doppio ruolo di vice primo ministro e ministro degli interni. Visto il rifiuto di Ponta, senza approdare ad alcuna soluzione, il 25 febbraio 2014 Antonescu annunciò il ritiro del PNL dal governo e la fine dell'alleanza con il PSD.
Il PSD, quindi, formò una nuova maggioranza con l'UDMR e il PC e diede vita al governo Ponta III. Nei suoi primi due anni in carica, Ponta aumentò i salari dei dipendenti del settore pubblico, che erano stati tagliati del 25% da Băsescu e i suoi alleati nel 2010. Allo stesso tempo aumentò ed introdusse una serie di nuove tasse come, ad esempio, quella sui carburanti. Si confrontò, inoltre, con due importanti questioni riguardanti l'ambiente. Da una parte il progetto di sfruttamento dei giacimenti minerali della località di Roșia Montană, al quale inizialmente si oppose, ma sul quale cambiò idea e, dall'altra, quello sull'estrazione di gas da argille, sul quale espresse la propria contrarietà, preferendo il ricorso al gas naturale presente nel Mar Nero.

## La presidenza di Klaus Iohannis (2014-2025)

### Elezione di Iohannis e crisi del governo Ponta

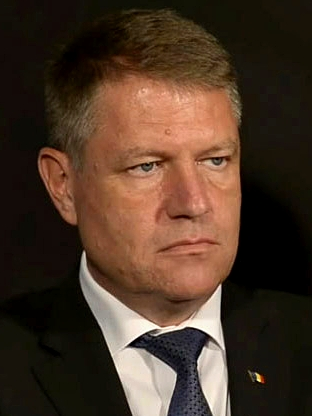
Klaus Iohannis durante un'intervista in occasione della campagna elettorale presidenziale del 2014

Le elezioni per il ruolo di presidente della repubblica di novembre attrassero interamente su di esse l'attenzione politica e gli sforzi di governo nei periodi estivo ed autunnale del 2014. Al primo turno del 2 novembre 2014 Ponta (PSD) ottenne il 40,44% delle preferenze, contro il 30,37% di Iohannis (PNL). Alle urne al ballottaggio del 16 novembre 2014 si registrò l'inaspettato successo di Klaus Iohannis, che ottenne il 54,43% dei voti, contro il 45,56% di Ponta. L'ufficializzazione della vittoria di Iohannis contro Ponta aprì una crisi politica non solo in seno al PSD, che preferì mantenere la discrezione a livello mediatico nonostante l'inattesa e dura sconfitta, ma anche nell'UDMR. Iohannis trionfò nelle aree della Transilvania ad elevato popolamento di cittadini di etnia ungherese, elemento che indusse l'UDMR ad uscire dall'esecutivo. Il primo ministro, sostenuto da PSD, UNPR, PC e PLR, comunque, disponeva ancora della maggioranza parlamentare per garantire la stabilità di un nuovo governo. Il 17 dicembre nacque il governo Ponta IV.
Il 2015, in ogni caso, fu segnato da numerosi scandali giudiziari che colpirono direttamente elementi di alto rango del governo. Il ministro della pubblica amministrazione Liviu Dragnea ricevette una condanna per frode elettorale per fatti commessi in occasione del referendum presidenziale del 2012, quello degli interni Gabriel Oprea fu indagato per l'utilizzo improprio di fondi concessi al ministero, mentre lo stesso Ponta fu messo sotto accusa per falso in scrittura privata, concorso continuativo in evasione fiscale e riciclaggio, fatti che lo costrinsero a subire gli ammonimenti da parte della presidenza della repubblica e, in ultima istanza, a lasciare la presidenza del partito.

### Proteste del 2015
Il colpo di grazia al governo Ponta lo diede l'incendio alla discoteca Colectiv di Bucarest del 30 ottobre 2015, in cui 64 persone persero la vita a causa del mancato rispetto delle norme anti-incendio. L'evento segnò l'inizio di una serie di enormi proteste spontanee di piazza. I manifestanti invocarono un cambio di rotta in nome di una maggiore onestà da parte della classe politica in generale e pretendevano le dimissioni del governo. L'eco fu talmente ampia che il 4 novembre, sommerso dagli scandali, Victor Ponta depose il mandato nelle mani del presidente della repubblica. I manifestanti continuarono a riunirsi quotidianamente e ad affollare le strade della capitale fino al 10 novembre, ottavo giorno di protesta, quando Iohannis incaricò l'ex Commissario europeo per l'agricoltura e lo sviluppo rurale Dacian Cioloș di formare un governo tecnico, il primo nella storia della Romania postrivoluzionaria. Il governo Cioloș si presentò come una squadra fortemente europeista, intenzionata a ridurre gli sprechi, a riformare il settore della pubblica amministrazione e a consolidare i parametri macro-economici.

### Elezioni del 2016 e governi PSD
Chiusa l'esperienza del governo tecnico, le elezioni parlamentari in Romania del 2016 premiarono il PSD di Liviu Dragnea, nel frattempo diventatone presidente. Dragnea, tuttavia, non poté presentare la propria candidatura alla posizione di primo ministro per via della condanna ricevuta, che stabiliva l'interdizione a tale carica. Fu tra i promotori, quindi, della figura di Sorin Grindeanu, che divenne premier il 4 gennaio 2017.
Nel 2017 una nuova ondata di proteste investì il paese in relazione all'elaborazione di un'ordinanza in tema di grazia e di modifica del codice penale. L'argomento fu molto risentito dall'opinione pubblica. Tra gennaio e febbraio 2017 migliaia di manifestanti si riunirono in diverse città della Romania chiedendo il ritiro dell'ordinanza, in quanto questa avrebbe favorito la corruzione e aiutato il presidente del PSD Liviu Dragnea ad evitare l'incriminazione in ulteriori inchieste in cui figurava come indagato. Il governo fu, alla fine, costretto a fare un passo indietro e procedere con l'abrogazione. Sorin Grindeanu e Mihai Tudose, i due premier sostenuti dal PSD che si susseguirono alla guida del paese nel corso del 2017, nel giro di pochi mesi furono entrambi sfiduciati dal partito per via di contrasti e di lotte interne con Liviu Dragnea, che non ne apprezzò i toni e il desiderio di indipendenza politica. Il 29 gennaio assunse l'incarico di premier l'europarlamentare Viorica Dăncilă, vicina a Dragnea, già presidente dell'organizzazione femminile del partito.
A causa delle manovre sulla giustizia portate avanti dalla maggioranza, la fase di governo del PSD fu caratterizzata da ampie proteste dell'opinione pubblica e dell'opposizione, rappresentata principalmente dal PNL e dal neonato gruppo Unione Salvate la Romania (USR), divenuto nel 2016 terza forza del paese e portavoce della lotta alla corruzione politica. La Commissione europea richiamò più volte il governo, accusando il paese di fare passi indietro sul piano della lotta alla corruzione, mentre parte della stampa internazionale iniziò ad accostare le manovre del PSD a quelle dei governi populisti conservatori e antieuropeisti in crescita nell'est Europa (Ungheria e Polonia). A margine dell'inizio del semestre romeno di Presidenza del Consiglio dell'Unione europea (dal 1º gennaio al 30 giugno 2019), infatti, le politiche del governo furono oggetto dei dubbi dell'opinione pubblica. Gli scontri tra Bucarest e le istituzioni europee crebbero fra l'autunno del 2018 e la primavera del 2019, con l'adozione di un linguaggio sempre più duro nei confronti delle strutture sovranazionali, ritenute colpevoli dagli alti esponenti del PSD di interferire in questioni politiche interne. Opponendosi al quadro politico del PSD, Iohannis fu promotore di un referendum in tema di giustizia per impedire al governo di emanare un eventuale decreto di amnistia per fatti di corruzione o realizzare altre ordinanze d'urgenza sull'ordinamento giudiziario. Questo ebbe luogo il 26 maggio 2019, stesso giorno delle elezioni per il parlamento europeo, e fu approvato dal voto popolare. Il 27 maggio 2019, quando lo spoglio non era ancora stato completato, l'Alta corte di cassazione e giustizia si pronunciò in via definitiva su un'inchiesta nella quale Dragnea figurava come imputato per abuso d'ufficio, condannandolo a 3 anni e 6 mesi di detenzione, aprendo una breccia nel partito.

### Rielezione di Iohannis
Indebolito dai contrasti interni al PSD e da politiche incerte, che costarono lo sfaldamento della maggioranza, il 10 ottobre 2019 il governo Dăncilă fu battuto da una mozione di sfiducia. Il 4 novembre fu investito un governo con a capo il liberale Ludovic Orban, fortemente voluto dal presidente Iohannis. Il 24 novembre, inoltre, il capo di Stato fu riconfermato per un ulteriore mandato, sconfiggendo agilmente con il 66% delle preferenze il candidato del PSD Viorica Dăncilă al ballottaggio delle elezioni presidenziali. Iohannis promise che avrebbe rafforzato la lotta alla corruzione e accelerato l'integrazione europea del paese.